# Pestaña (informática)

Pestañas de una ventana de diálogo de OpenOffice.org Writer.

En el campo de la informática, una pestaña, solapa o lengüeta es un elemento de la interfaz de un programa que permite cambiar rápidamente lo que se está viendo sin cambiar de ventana que se usa en un programa o menú.
Desempeñar una tarea a través de pestañas permite cargar varios elementos separados dentro de una misma ventana y así se posibilita la alternancia entre ellos con una mayor comodidad. Con las pestañas, además, es posible evitar tener multitud de ventanas abiertas en el escritorio, facilitando el uso del ordenador al usuario para trabajar en distintos aspectos de un mismo programa.

## Uso
En interfaces gráficas modernas, fueron introducidas por el estándar IBM Common User Access. Su uso masivo se extendió a partir de hacer cuadros de diálogo más fáciles de entender y navegar. Fueron diseñadas para agrupar ventanas relacionadas bajo pestañas. 
Más tarde, algunas aplicaciones basaron su principal mecanismo de navegación en pestañas.

### Navegadores
En los últimos años, la navegación por pestañas se hizo popular en los navegadores web, donde son usadas para cambiar de página, sin tener cambiar de ventanas. Las pestañas son actualmente utilizadas en la mayoría de los principales navegadores. Con la excepción de Opera 4 y superiores, el uso de pestañas en estos navegadores, es complementario a la posibilidad de tener múltiples ventanas.
Numerosas funciones especiales, en asociación con las pestañas del navegador, han surgido desde entonces. Por ejemplo, la habilidad de reordenar las pestañas (ej: Internet Explorer 7, Safari 3, Opera, Konqueror y Firefox, como así también con las extensiones de Mozilla Firefox y las recientes versiones de Google Chrome), y la opción de agregar a favoritos todas las páginas abiertas en el panel de pestañas en una determinada ventana, grupo, o carpeta de favoritos (así como también la capacidad para volver a abrir todos ellos al mismo tiempo). Los enlaces pueden ser abiertos en varios modos, utilizando diferentes opciones de interfaz de usuario y de comandos:
- en una nueva ventana principal;
- en la misma ventana principal con un panel de pestañas;
- en la misma ventana principal con un panel de pestañas, que es activado al instante;
- en la misma ventana principal con un panel de pestañas, que permanece al fondo o final de todas, hasta que el usuario cambia a la misma.

## Programas
Actualmente es una característica común de los navegadores web, como Mozilla Firefox, Google Chrome, Opera, Internet Explorer, Konqueror o Amaya.
Aparte, clientes de mensajería instantánea como aMSN, Kopete o Pidgin ya lo incluyen, además de otros programas como gedit y Kate.
Las pestañas son usadas en la sección «configuración» de multitud de programas. Aparte, la interfaz de Wikipedia también las posee («artículo», «discusión», «editar», «historial» y «trasladar» entre otras).